# 尼尔斯·克里斯托弗·杜奈尔
尼尔斯·克里斯托弗·杜奈尔（瑞典語：Nils Christoffer Dunér，1839年5月21日—1914年11月10日），瑞典天文学家。

## 生平
1839年5月21日生于马尔默胡斯省比勒贝里亚。其父母是尼尔斯·杜奈尔和彼得罗尼奇（恩雷·施莱特）。
杜奈尔于1862年在隆德大学获得博士学位，1864年成为该大学天文台观测员，1888年起被乌普萨拉大学聘任为天文学教授。
1887年他被授予拉朗德奖，1892年获拉姆福德奖章。月球上的杜奈尔环形山就是以他的名字命名的，此外，斯瓦尔巴瑞典岛上的杜奈尔山、萨宾陆地区的杜奈尔湾以及熊岛西端的杜奈尔岬都是以他的名字命名的。
1914年11月10日在斯德哥尔摩去世。

## 备注
1. ↑  Hockey, Thomas. . Springer Publishing. 2009  [August 22, 2012]. ISBN 978-0-387-31022-0. （原始内容存档于2013-02-02）.
2. ↑  . Nature. 5 January 1888, 37 (949): 239–240  [2017-07-23]. doi:10.1038/037239a0. （原始内容存档于2017-06-18）.
3. ↑  . 挪威极地研究所.   [2014年6月4日]. （原始内容存档于2016年3月4日）.
4. ↑  . 挪威极地研究所.   [2014年6月4日]. （原始内容存档于2014年7月16日）.
5. ↑  . 挪威极地研究所.   [2014年6月4日]. （原始内容存档于2016年3月4日）.